# 奥尔莫村
奥尔莫村，是西班牙马德里自治区的一个市镇。它是一個位於拉斯維加斯區馬德里自治區以東的小鎮。总面积28平方公里，总人口1587人（2001年），人口密度57人/平方公里。